# Шар за шаром (метод)
Метод «Шар за шаром» (Layer by Layer, LBL), також відомий як метод початківців, - це метод вирішення куба Рубіка 3x3x3. Багато методів для початківців використовують цей підхід, і він також лягає в основу техніки швидкісного кубінгу CFOP.

## Історія
Метод «Шар за шаром» започаткував Девід Сінгмастер у своїй книзі «Записки про Чарівний куб Рубіка» 1980 року.   Цю ж ідею сприйняв Джеймс Г. Нурс у своєму «Просте рішення кубика Рубіка», який став бестселером 1981 року  і подібні підходи можна знайти в «Освоєнні куба Рубіка» Дона Тейлора та в «Рішення куба» Сіріла Остропа. 

## Метод
Метод починається з того, що вирішувач головоломки робить хрест на одній грані з краями, забезпечуючи відповідність усіх кольорів країв сусіднім центральним кольорам (крок 1 на схемі нижче), а потім ставить кути в положення між краями (крок 2). На той час перший шар повинен бути вирішений. На кроці 3 вирішуються чотири крайові частини середнього шару. На цьому етапі перші два шари вирішені. На кроці 4 на останньому шарі робиться хрест протилежного кольору. На кроці 5 останні краї шару переставляються (міняються місцями). На кроці 6 відбувається перестановка кутів останнього шару. Нарешті, кути останнього шару орієнтовані. 

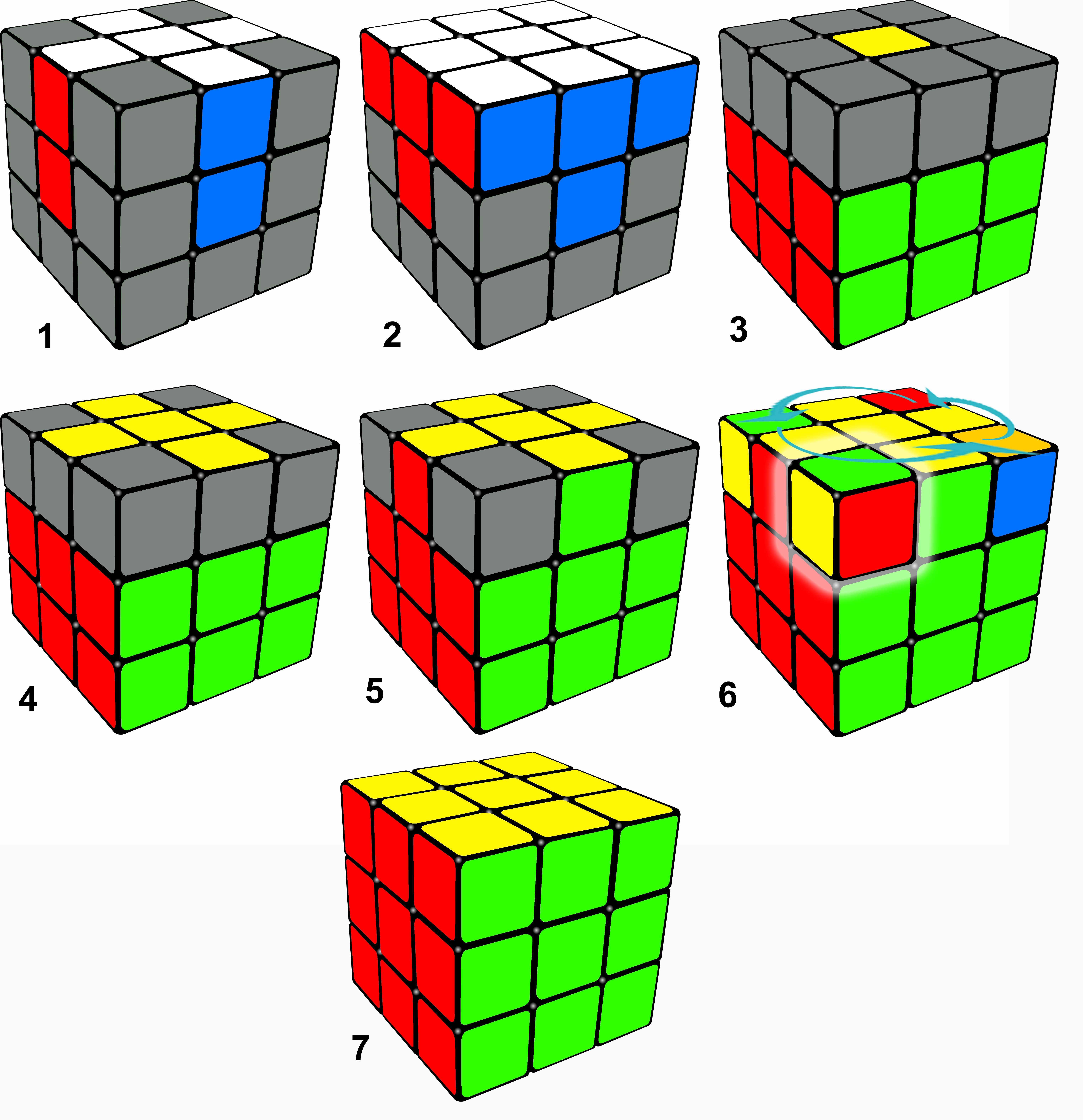
Огляд пошарового методу для Кубів Рубіка. На третьому кроці куб треба перевернули.

Більшість методів для початківців «Шар за шаром» вирішують перші два шари за допомогою однієї і тієї ж техніки. Однак існує безліч варіантів техніки для остаточного шару.  Наприклад:
1. Верхній шар "білий хрест": F 'UL' U 'або FRUR' U 'F'
2. Верхній шар лівий кут: DLD 'L' / правий кут: D 'R' DR
3. Правий край середнього шару: URU 'R' U 'F' UF / Лівий край: U 'L' ULUFU 'F'
4. Краї кінцевого шару: RUR 'URUU R'
5. Кути кінцевого шару: URU 'L' UR 'U' L
6. Кінець вирішення куба: R 'D' RD

## Метод CFOP
Техніка швидкого збору Кубіку Рубіка CFOP, розроблена Джессікою Фрідріх та іншими у 1980-х роках, поділяє головоломку на шари, які потрібно вирішити. Однак метод використовує набагато більше алгоритмів, ніж методи початківців. 